# Peter Joseph Jugis
Peter Joseph Jugis (nacido el 3 de marzo de 1957) es un prelado estadounidense de la Iglesia católica que se ha desempeñado como obispo de la diócesis de Charlotte en Carolina del Norte desde 2003.  Jugis sucedió al obispo William Curlin como obispo de la diócesis y su sede es la Catedral de San Patricio en Charlotte, Carolina del Norte .

## Biografía

### Temprana edad y educación
Peter Jugis nació en Charlotte, Carolina del Norte, el 3 de marzo de 1957, y fue bautizado en la Iglesia Católica St. Ann en 1957 por el entonces Padre Michael J. Begley.  Jugis asistió a South Mecklenburg High School en Charlotte y se graduó en 1975.
Jugis estudió en la Universidad de Carolina del Norte en Charlotte, donde obtuvo un Bachillerato en Administración de Empresas en 1979.  Estudió para el sacerdocio en el Pontificio Colegio Norteamericano en Roma de 1979 a 1984, y recibió un bachillerato en Teología de la Pontificia Universidad Gregoriana en 1982.

### Ordenación y ministerio
El 12 de junio de 1983, Jugis fue ordenado sacerdote por el Papa Juan Pablo II en la Basílica de San Pedro en Roma.  Recibió una Licenciatura en Derecho Canónico de la Pontificia Universidad Gregoriana en 1984 y un doctorado en Derecho Canónico de la Universidad Católica de América en 1993.[cita requerida]
Después de su ordenación, Jugis fue asignado a varias parroquias del área de Charlotte.  En julio de 1991, fue nombrado vicario judicial del tribunal matrimonial diocesano de la Diócesis de Charlotte.

### Obispo de Carlota
El 1 de agosto de 2003, Juan Pablo II nombró a Jugis cuarto obispo de la diócesis de Charlotte.  Cuando se anunció su nombramiento como obispo, era párroco de la parroquia de Nuestra Señora de Lourdes en Monroe, Carolina del Norte.  El 24 de octubre de 2003, Jugis recibió la consagración episcopal en la iglesia St. Matthew en Charlotte del arzobispo John Donoghue, con el obispo William Curlin y el obispo Francis Gossman como co-consagradores.
Durante las elecciones presidenciales de 2004, Jugis dijo que a los políticos que apoyan el derecho al aborto se les debería negar la Sagrada Comunión a menos que se retracten públicamente de sus puntos de vista.  En 2009, respaldó un proyecto de ley que se oponía al matrimonio homosexual.  En 2013, la Red de Supervivientes de Abusados por Sacerdotes criticó a Jugis y al obispo Michael Burbidge por no advertir a las familias de su diócesis sobre Raymond P. Melville, un exsacerdote católico acusado de abuso sexual en Maine y en Maryland, que se había mudado a Carolina del Norte.
El 23 de abril de 2015, Jugis impidió que la cofundadora del Ministerio New Ways, la hermana Jeannine Gramick, ofreciera una charla dentro de su diócesis.  El portavoz de la diócesis afirmó que el Vaticano había juzgado previamente a Grammick por estar en oposición a las enseñanzas católicas sobre la sexualidad humana.
El 17 de agosto de 2018, Jugis hizo una declaración sobre las denuncias de conducta sexual inapropiada contra los líderes de la Iglesia después de que un informe del gran jurado nombrara a 301 sacerdotes católicos que abusaron de niños en Pensilvania.  Dijo que se están realizando investigaciones para tomar las medidas correspondientes y animó a la gente a orar por todas las víctimas de abuso sexual.  El 30 de diciembre de 2019, Jugis publicó una lista de catorce sacerdotes acusados de manera creíble de abuso sexual en la diócesis desde 1972.  El 1 de julio de 2020, Jugis anunció que Patrick Hoare, párroco de la parroquia de San Mateo en Savannah, Georgia, fue excluido del ministerio activo por recomendación de la Junta de Revisión Laica independiente de la diócesis.  Esto surgió de la acusación de abuso sexual en Pensilvania en la década de 1990.

## Liturgia
En 2005, luego de la publicación del Missale Romanum, editio typica tertia, su posterior traducción al inglés, la Instrucción General adjunta del Misal Romano y la instrucción de publicación Redemptionis Sacramentum, Jugis emitió normas litúrgicas para la Diócesis de Charlotte.  En 2006, recordó a sus sacerdotes que si elegían lavar los pies de los feligreses durante los servicios del Jueves Santo (el mandatum), la ley litúrgica (en ese momento) ordenaba que la ceremonia fuera solo para los pies de los hombres.
Jugis apoya la celebración de la Misa según la Misa tradicional en latín en su diócesis, como ha sido explícitamente permitido por el motu proprio Summorum Pontificum emitido por el Papa Benedicto XVI en 2007.  Jugis ofrece misa en su catedral utilizando el arreglo del altar benedictino (seis velas y un crucifijo colocados de manera prominente en el altar) y se le ha visto ofrecer misa ad orientem o ad apsidum.